# Maunonsaari
Maunonsaari är en ö i Finland. Den ligger i sjön Pyhäjärvi och i kommunen Parikkala i den ekonomiska regionen  Imatra ekonomiska region  och landskapet Södra Karelen, i den sydöstra delen av landet, 300 km nordost om huvudstaden Helsingfors. Öns area är 0,1 hektar och dess största längd är 90 meter i öst-västlig riktning.